# Bir Hakeim
31°35′37.93″N 23°28′47.16″Ø / 31.5938694°N 23.4797667°Ø
Bir Hakeim (eller Bir Hacheim) er en tidligere ørkenoase i den libyske ørken omkring 65 km syd for Tobruk. Stedet er ikke længere beboet.

## Historie
En osmannisk fæstning blev i det 20. århundrede anvendt af italiensk kamelkavaleri som garnison. De tidligere brønde ved Bir Hakeim var allerede i 1942 sandet til. Under 2. verdenskrig udkæmpedes her slaget om Bir Hakeim mellem Panzer Armee Afrika og Frie franske styrker. Området er stadig oversået med miner og blindgængere.
Da Gaddafi-Regeringen i begyndelsen af 1990'erne ville bygge en vandledning fra Al Kufrah-oasen til Tobruk for at kunne gøre et område til landbrug, måtte man gennemføre omfattende minerydninger for at kunne etabler en korridor til vandledningen.

## Placering
Tidligere lå Bir Hakeim hvor to beduinveje krydsedes. I dag passerer ørkenvejen mellem Tobruk og Ajdabiya nogle kilometer fra ruinerne.

## Eksterne kilder
- Noch immer tödlich, DER SPIEGEL 37/1983